# Le Prince et le Pauvre
Pour les articles homonymes, voir Le Prince et le Pauvre (homonymie).
Ne doit pas être confondu avec La Princesse et le Pauvre.
Le Prince et le Pauvre (The Prince and the Pauper) est un roman de Mark Twain publié en 1882. En France, il paraît pour la première fois en 1883 (lecture disponible sur Gallica).

## Résumé
À Londres, vers le milieu du XVIe siècle, le jeune Édouard, prince de Galles et fils d'Henri VIII, âgé d'une douzaine d'années, aimerait échapper à l'étiquette de la Cour et s'amuser au-dehors avec des enfants de son âge. Dans le même temps, Tom Canty, gamin pauvre des rues, rêve d'échapper à sa condition ayant son père violent et alcoolique. Sa mère et ses sœurs ont toujours essayé de le protéger. Il était bien éduqué et a appris le latin du père Andrew, un prêtre local.
Le destin fait se rencontrer les deux enfants qui, profitant d'une ressemblance frappante, s'échangent leurs "rôles" , non sans risques, car le comte d'Hertford complote contre le Trône : il tente de faire assassiner le prince à la faveur de son escapade et de prendre Tom, devenu Édouard, sous sa coupe. L'intervention d'un mercenaire, Miles Hendon, permet de faire échouer cette conspiration.

## Éditions françaises
- Le Prince et le Pauvre, traduit par Paul Largilière, Poitiers, H. Oudin, 1883[1]
- Le Prince et le Pauvre, traduit par J. Wladimir Bienstock, Paris, Fasquelle, 1924
- Le Prince et le Pauvre, traduit par Marie-Madeleine Fayet, Paris, Georges-Célestin Crès, 1929 (Première traduction intégrale)
- Le Prince et le Pauvre, traduit par Yolande et René Surleau, Paris, Librairie Istra, 1950
- Le Prince et le Pauvre, traduit par Jean Muray, Paris, Hachette, 1954
- Le Prince et le Pauvre, traduit par Geneviève Meker, ill. Jean Reschofsky, Paris, Éditions G. P., Bibliothèque Rouge et Or Souveraine no 353, 1977

## Adaptations
Au cinéma
- 1920 : Prinz und Bettelknabe, film autrichien réalisé par Alexander Korda
- 1937 : Le Prince et le Pauvre (The Prince and the Pauper), film américain réalisé par William Keighley, avec Errol Flynn
- 1972 : Le Prince et le Pauvre (ru) réalisé par Vadim Dmitrievitch Gaouzner (ru)
- 1977 : Le Prince et le Pauvre (film, 1977) (Crossed Swords), film américain réalisé par Richard Fleischer
- 1990 : Le Prince et le Pauvre (The Prince and the Pauper), film d'animation de George Scribner (Studios Disney), avec Mickey Mouse jouant les deux rôles principaux.
- 2012 : I Am the King (Naneun Wangirosoida), film sud-coréen réalisé par Jang Gyu-seong, avec Ju Ji-hoon
- 2012 : Masquerade (Gwanghae, Wangyidoen namja), film sud-coréen réalisé par Choo Chang-min, avec Lee Byung-hun

À la télévision
- 1960 : Le Théâtre de la jeunesse : Le Prince et le Pauvre de Marcel Cravenne
- 1962 : Le Prince et le Pauvre, téléfilm de Disney diffusé dans l'émission Walt Disney's Wonderful World of Color sur NBC, réalisé par Don Chaffey avec Guy Williams[2].
- 1976 : Le Prince et le Pauvre, mini-série de 6 épisodes réalisée en 1976 pour la BBC par Barry Letts et avec Nicholas Lyndhurst. Diffusée à partir du 16 novembre 1979 dans Récré A2.
- 2000 : Le Prince et le Pauvre, réalisé par Giles Foster, avec Aidan Quinn et Alan Bates
- 2007 : Le Prince et le Pauvre (A Modern Twain Story: The Prince And The Pauper), téléfilm américain de James Quattrochi avec Dylan Sprouse, Cole Sprouse, et Kay Panabaker.

Autre
- 2002 : Garfield 2 (A Tail of Two Kittie) réalisé par Tim Hill

- 2004 : Barbie cœur de princesse (Barbie as the Princess and the Pauper) réalisé par William Lau

- 2007 : Le Prince et le Pauvre, enregistrement d'un conte musical par Ludovic-Alexandre Vidal et Julien Salvia